# ВНИИ фундаментальной и прикладной паразитологии животных и растений имени К. И. Скрябина
Всероссийский научно-исследовательский институт фундаментальной и прикладной паразитологии животных и растений имени К. И. Скрябина (ФГБНУ "ВИГИС") — научно-исследовательский институт в Москве. 

## История
Всесоюзный научно-исследовательский институт фундаментальной и прикладной паразитологии животных и растений имени К. И. Скрябина образован в 1932 году благодаря учёному-гельминтологу К. И. Скрябину (1878—1972) из отдела гельминтологии ВНИИ экспериментальной ветеринарии первоначально как Гельминтологический институт. Он же первый директор института до 1957 года .
В 1935 году в институте создан Учёный совет.
В 1938 году Учёному совету дана возможность присуждать учёные степени кандидатов ветеринарных, медицинских и биологических наук по гельминтологии.
В 1939 году переименован во Всесоюзный институт гельминтологии имени К. И. Скрябина.
В 1955 году совет получил возможность присуждать учёные степени доктора ветеринарных и биологических наук.
В 1961 году институт получил Куриловский ветучасток Подольской райветлечебницы, из него сделана экспериментальная база.
В 1971 году создан отдел по изучению фитонематодозов.
В 1971 году институт стал головным институтом по разработке и совершенствованию основ профилактики и мер ликвидации гельминтозов сельскохозяйственных животных.
В 1991 году перешёл к Российской академии сельскохозяйственных наук.
В 2014 году получил статус ФГБНУ.
Ныне именуется «Всероссийский научно-исследовательский институт фундаментальной и прикладной паразитологии животных и растений — филиал Федерального государственного бюджетного научного учреждения «Федеральный научный центр - Всероссийский научно-исследовательский институт экспериментальной ветеринарии имени К. И. Скрябина и Я. Р. Коваленко Российской академии наук».

## Награды
В  1967 году «за успехи, достигнутые в разработке и внедрение в производство мер борьбы и профилактики гельминтозов животных» награждён орденом Красного Знамени.

## Работа
В институте проведены многие работы. Изучили состав, морфологию некоторых групп гельминтов.
Расшифровали 200 видов патогенных гельминтов.
Созданы меры борьбы с паразитизмом сельскохозяйственных животных.
Создали и применили технологи для экспертизы мясной и рыбной продукции на паразитозы.
В институте ежегодно проходит конференция «Теория и практика борьбы с паразитарными болезнями».

## Расположение
Институт расположен по адресу: Москва, ул. Б. Черемушкинская, д. 28, в комплексе строений Конного двора усадьбы Черёмушки-Знаменское. В центре его находится бюст организатора института и гельминтологической науки в Советском Союзе академика К. И. Скрябина.